# 格里尼夫齊 (柳巴爾區)
49°52′57″N 27°44′29″E / 49.88250°N 27.74139°E
格里尼夫齊（烏克蘭語：Гринівці）是烏克蘭北部的村莊，隸屬日托米爾州的日托米爾區。該村面積17.13平方公里，海拔高度228米，2001年人口524，人口密度每平方公里30.58人。